# Giáo dục Israel
Chi tiêu cho giáo dục chỉ chiếm khoảng 10% GDP, hầu hết các trường đều được nhận trợ cấp của nhà nước. Có ba cấp học: tiểu học (lớp 1-6, độ tuổi 6-12), trung học cơ sở (lớp 7-9, độ tuổi 12-15) và trung học phổ thông (lớp 10-12, độ tuổi 15-18). Giáo dục từ mẫu giáo đến lớp 12 là bắt buộc đối với mọi công dân. Năm học mới bắt đầu từ ngày 1 tháng 9, kết thúc ngày 30 tháng 6 đối với bậc tiểu học và 20 tháng 6 đối với bậc trung học cơ sở và trung học phổ thông.

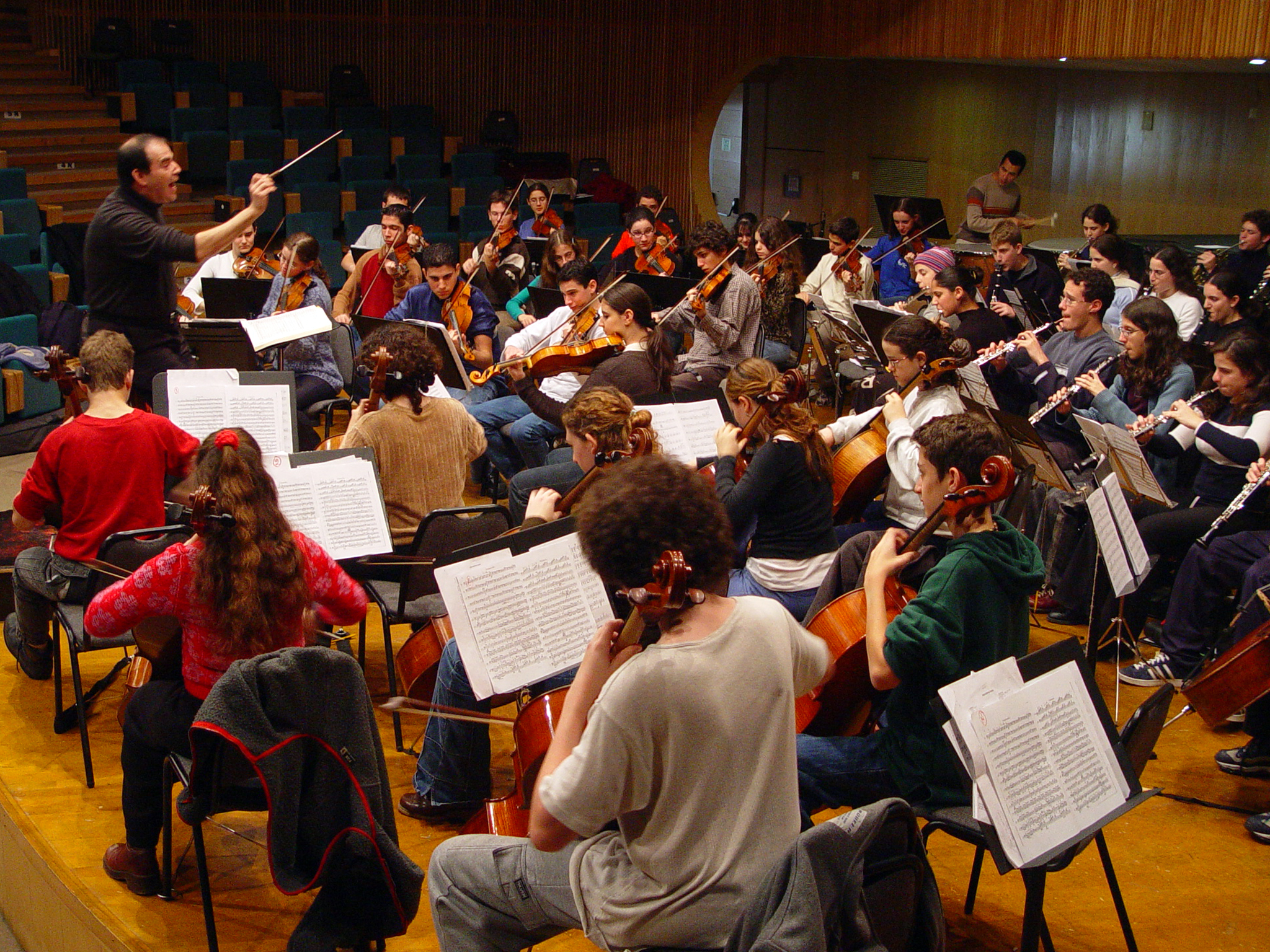
Dàn nhạc của Trường Trung học Nghệ thuật Thelma Yellin, Israel

Có bốn loại trường học ở Israel: trường công của nhà nước (Mamlachti), trường tôn giáo công cũng do nhà nước quản lý (Mamlachti dati), trường độc lập (Chinuch Atzmai) của nhóm Do Thái Giáo Haredi và trường Ả-rập. Ngoài ra cũng có một số trường tư thục phản ánh triết lý của một nhóm phụ huynh nào đó (các trường dân chủ) cũng có các trường dạy chương trình nước ngoài (như trường Quốc tế Hoa Kỳ Tại Israel). Phần lớn trẻ em Israel học ở các trường công. Các trường tôn giáo công dạy trẻ em của phái Chính Thống Do Thái Giáo (chủ yếu là nhóm Zi-on và Chính Thống Hiện đại), ở đây các chương trình học thiên về Do Thái Giáo, nhấn mạnh truyền thống và giới luật. Các trường Chinuch Atzmai hầu như chỉ dạy kinh Torah. Các trường Ả-rập dạy bằng tiếng Ả-rập, họ chú trọng vào lịch sử, tôn giáo và văn hóa Ả-rập.
Phần trăm số học sinh học ở các trường Chinuch Atzmai và Ả-rập đang gia tăng. Do Thái Giáo Haredi và Ả-rập sẽ chiếm tới 60% số học sinh ở Israel năm 2030. Nhưng các công dân hai nhóm này lại ít đi lính hay tham gia vào lực lượng lao động.
Việc người Haredi không đi học trong các trường thông thường và sau đó ít tham gia lực lượng lao động được đánh giá là một vấn đề xã hội nghiêm trọng của Israel. Năm 2012, hội đồng giáo dục đại học thông báo rằng họ đang đầu tư 180 triệu đồng New Shekel trong một kế hoạch 5 năm nhằm thiết lập các bộ khung chung trình giáo dục thích hợp cho người Haredi, tập trung vào một số ngành nghề cụ thể.

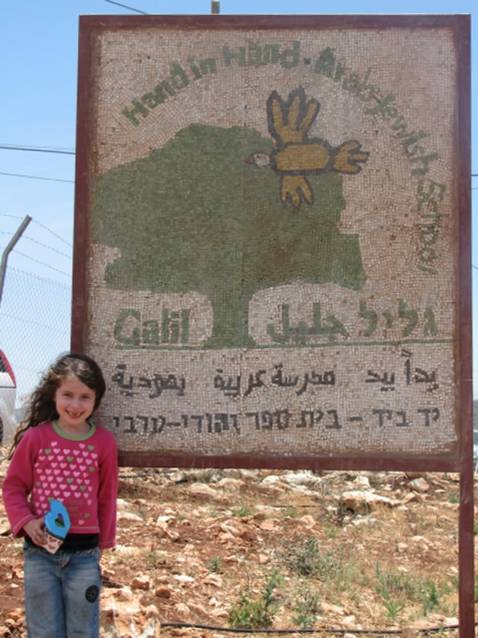
Một học sinh của trường Ả-rập Do Thái Galil

Năm 1984, trường hòa hợp đầu tiên có cả học sinh Do Thái và Ả-rập học chung một lớp được xây dựng bởi người dân làng Neve Shalom – Wāħat as-Salām, đây là làng hợp tác bởi cả người Ả-rập và Do Thái. Ngày nay trường đã nhận được một số hỗ trợ từ chính phủ. Có thêm 2 trường hòa hợp nữa được mở ở Jerusalem và Galilee trong năm 1997 bởi Tay trong Tay: Trung tâm Giáo dục Ả-rập – Do Thái Tại Israel. Tính đến 2010, có 5 trường hòa hợp ở Israel.